# Condado de Torre Múzquiz
El condado de Torre Múzquiz es un título nobiliario español creado por Real Decreto de 30 de agosto de 1795 por el rey Carlos IV de España a favor de Luis Antonio de Múzquiz y Aldunate, oidor de la Real Audiencia de Guadalajara, alcalde supranumerario de la sala de Casa y Corte y ministro togado del Consejo de Indias, hermano del arzobispo de Santiago de Compostela Rafael de Múzquiz y Aldunate.

## Condes de Torre Múzquiz
|                        | Titular                                                                      | Periodo                |
| Creación por Carlos IV | Creación por Carlos IV                                                       | Creación por Carlos IV |
| ---------------------- | ---------------------------------------------------------------------------- | ---------------------- |
| I                      | Luis Antonio de Múzquiz y Aldunate                                           | 1795-1828              |
| II                     | Nicolás de Múzquiz y Martín de Chaves                                        | 1828-1868              |
| III                    | Luis de Múzquiz y Mosquera                                                   | 1868-1895              |
| IV                     | María de la Concepción Nicolasa Ascensión Rita Anastasia de Múzquiz y Tejada | 1895-1924              |
| V                      | José Manuel de Aguirre-Miramón y Múzquiz                                     | 1924-1970              |
| VI                     | Lorenzo Roca y Aguirre-Miramón                                               | 1970-1987              |
| VII                    | Lorenzo Roca y Fernández-Miranda                                             | 1989-actual titular    |

## Historia de los condes de Torre Múzquiz
- Luis Antonio de Múzquiz y Aldunate (Viana, 25 de agosto de 1760 – Madrid, 31 de octubre de 1828), I conde de Torre Múzquiz, hermano del arzobispo de Santiago de Compostela Rafael de Múzquiz y Aldunate y de Ynés de Múzquiz y Aldunate, que se casó en 1770 con su primo Felipe de Aldunate y García, oficial en la Secretaria del Consejo de Indias para Nueva España, y hijo de Fermín de Múzquiz y Latorre y de su esposa Martina de Aldunate y García, ambos de Viana, nieto paterno de Martín de Múzquiz de Yrujo y de su esposa María de Latorre, ambos del lugar de Villanueva, y nieto materno de José de Aldunate, de la villa de Peralta, y de su esposa Teresa García de Villaciain. Oidor de la Real Audiencia de Guadalajara, alcalde supranumerario de la sala de Casa y Corte y ministro togado del Consejo de Indias.[1][2]

1. Se casó primera vez en México con María Josefa Martín de Chaves y Reyes (Ciudad de México - ?), hija de José Martín de Chaves, del arzobispado de Sevilla, y de su esposa Manuela Antonia Reyes González, de Oaxaca, y segunda vez en enero de 1816 con María Cándida López del Hoyo, natural de Viana.[1][2] Le sucedió su hijo del primero matrimonio:

- Nicolás de Múzquiz y Martín de Chaves (Madrid, San Andrés, 11 de diciembre de 1802 - Agoncillo, 29 de marzo de 1868), II conde de Torre Múzquiz, caballero de la Real Maestranza de Caballería de Ronda en 1831.[1][3][4][2]

1. Se casó por poder otorgado por el contrayente a su futuro cuñado Miguel Pardo-Bazán en Madrid el 30 de octubre de 1823 en La Coruña, Santiago, el 3 de diciembre de 1823 con María del Carmen Luisa Teresa Mosquera y Ribera (Betanzos, Santiago, 26 de agosto de 1801 - ?), señora de Bentraces, hija de Gonzalo María Manuel José Mosquera y Arias-Conde, señor de Bentraces, y de su esposa María Joaquina de Ribera y Pardo-Osorio, señora de las Casas de Cañás, Ardabón y Baldomir. Tuvieron a Luis, María de la Presentación de Múzquiz y Mosquera (? - Vitoria, San Miguel Arcángel, 28 de octubre de 1894), soltera y sin sucesión, y María de Guadalupe de Múzquiz y Mosquera (? - Vitoria, calle del Sur nº 16, 1 de octubre de 1902, sepultada en el cementerio de Santa Isabel), soltera y sin sucesión.[4][2] Le sucedió su hijo:

- Luis de Múzquiz y Mosquera (Madrid, San Andrés, 22 de febrero de 1829 - San Sebastián, Santa María del Coro, 6 de enero de 1895), III conde de Torre Múzquiz, señor de Bentraces, Licenciado en Leyes y Fiscal, presidente de la Real Audiencia de Vitoria.[4][5][2]

1. Se casó en Burgos el 6 de febrero de 1855 con Rita de Tejada y Azpeitia (Ezcaray, 22 de febrero de 1830 - San Sebastián, 23 de marzo de 1913), hija de Juan Pablo de Tejada Benito y Núñez, de Ezcaray, caballero de la Real Maestranza de Caballería de Ronda en 1832, y de su esposa Anastasia de Azpeitia y Rivas, de Torrecilla en Cameros. Tuvo a María de la Concepción y Luisa de Múzquiz y Tejada (? - Vitoria, San Miguel Arcángel, 12 de diciembre de 1873), joven y sin sucesión.[4][5][2] Le sucedió su hija mayor:

- María de la Concepción Nicolasa Ascensión Rita Anastasia de Múzquiz y Tejada (Burgos, 6 de diciembre de 1855 - San Sebastián, 4 de diciembre de 1924), IV condesa de Torre Múzquiz, señora de Bentraces.[4][5][2]

1. Se casó en Vitoria, San Miguel Arcángel, el 18 de enero de 1881 con Severo María Manuel de Aguirre-Miramón y Elósegui (Tolosa, 14 de febrero de 1844 - San Sebastián, 23 de diciembre de 1921), inspector general del Cuerpo Nacional de Ingenieros de Montes, alcalde de San Sebastián, senador del Reino por la provincia de Logroño, gran-cruz de la Real Orden de Isabel la Católica, hermano de María de la Paz de Aguirre-Miramón y Elósegui, que casó con Enrique de Arizpe y falleció sin dejar sucesión, y hijo de José Manuel de Aguirre-Miramón y Echenique y de su esposa y sobrina materna Juana María Alejandra de Elósegui y Aguirre-Miramón. Tuvo a María Luisa de Aguirre-Miramón y Múzquiz, casada con Ecequiel Roca y Urigüen, y José Manuel, inmediato sucesor en el condado; con descendencia representada únicamente por el VII y actual conde de Torre Múzquiz y sus hermanos.[4][5][6][7][2] Le sucedió su hijo:

- José Manuel de Aguirre-Miramón y Múzquiz, V conde de Torre Múzquiz,[5][6] con expediente académico datado de la primera década del siglo XX.[7][2] Le sucedió su sobrino materno:

- Lorenzo Roca y Aguirre-Miramón (m. 1987), VI conde de Torre Múzquiz en 4 de noviembre de 1970.[2]

1. Se casó con María del Rosario Fernandez-Miranda y Bernaldo de Quirós.[2] Le sucedió su hijo:

- Lorenzo Roca y Fernández-Miranda, VII conde de Torre Múzquiz, solicitado en 5 de febrero de 1988, en 20 de marzo de 1989. Hermano de María Luisa Roca y Fernández-Miranda.[2]